# Christian Troll
Christian Wilhelm Troll SJ (* 25. Dezember 1937 in Berlin) ist ein deutscher Theologe, Islamwissenschaftler und Jesuitenpater. Er ist ein Sohn des Geographen Carl Troll. 

## Leben
Nach dem Studium der Philosophie und Theologie in Tübingen und Bonn (1957–1961) studierte er Arabisch an der Universität Saint-Joseph in Beirut (1961–1963). Nach dem Eintritt in den Jesuitenorden und der Grundausbildung der Jesuiten studierte er ab 1966 an der School of Oriental and African Studies der Londoner Universität und erwarb dort 1970 den B.A. Honours in Urdu-Literatur sowie 1975 den Ph. D. mit einer Arbeit über modernes islamisches Denken in Südasien. Parallel dazu lernte er durch Studienaufenthalte in Südostasien das islamische Denken und Leben in Indien, im Iran und in Pakistan kennen.
Von 1976 bis 1988 war er Professor für islamische Studien am Vidyajyoti Institute of Religious Studies in Neu-Delhi, anschließend bis 1993 Senior Lecturer am Centre for the Study of Islam and Christian-Muslim Relations an der University of Birmingham und danach bis 1999 Professor für Islamische Institutionen am Päpstlichen Orientalischen Institut. Ebenfalls gab er regelmäßig Lehrveranstaltungen an der Theologischen Fakultät der Universität Ankara. Seit Ende 1999 war er Leiter des christlich-islamischen Forums der katholischen Akademie in Berlin. 2001 ernannte ihn die Philosophisch-Theologische Hochschule Sankt Georgen in Frankfurt am Main zum Honorarprofessor. Er ist seit 2007 emeritiert.
Troll war bis 2005 zwölf Jahre Mitglied der Päpstlichen Kommission für religiöse Beziehungen zu den Muslimen, welche Teil des Päpstlichen Rates für den Interreligiösen Dialog (PCID) ist. Er gilt als profilierter Kenner des Islam. Papst Benedikt XVI. ernannte ihn 2008 zu einem der Wissenschaftler, welche – in der Folge der Einladung der 138 islamischen Gelehrten – beim katholisch-islamischen Forum mitarbeiten. Ferner ist Troll Mitglied der Unterkommission der Deutschen Bischofskonferenz für den Interreligiösen Dialog und Berater der bischöflichen Arbeitsstelle CIBEDO; sowie Ehrenmitglied der Christlich-Islamischen Gesellschaft.

## Ehrungen und Auszeichnungen
- 2020: Bundesverdienstkreuz am Bande des Verdienstordens der Bundesrepublik Deutschland für sein Engagement im christlich-islamischen Dialog

## Werke
- The contribution of Sayyid Ahmad Khan to a new nineteenth century ‘Ilm al-kalam’, Diss., London. New Delhi: Vikas Publ. House, 1978. ISBN 0-7069-0626-8.
- Muslime fragen, Christen antworten, Topos Taschenbücher 489, Kevelaer 2003, ISBN 3-7867-8489-2.
- Als Christ dem Islam begegnen (Ignatianische Impulse, Band 8), Echter Würzburg 2004, ISBN 3-429-02538-9.
- Unterscheiden um zu klären. Orientierung im christlich-islamischen Dialog, Herder Freiburg-Basel-Wien 2008, ISBN 978-3-451-29671-0.
- Im Dienst der Versöhnung: für einen authentischen Dialog zwischen Christen und Muslimen, Hrsg. Peter Hünseler, Pustet Regensburg 2008, ISBN 978-3-7917-2128-6.
- Zeugnis trifft auf Zeugnis: der Islam und der christliche Glaube, Paulinus Trier 2011, ISBN 978-3-7902-2191-6.